# كشف الباري عما في صحيح البخاري
كشف الباري عما في صحيح البخاري هو شرح عربي على صحيح البخاري مُكون من 24 مجلدًا، ألَّفه سليم الله خان. وهو مأخوذ من محاضراته في جامعة فاروق، وقد بدأت عملية التجميع حوالي عامي 1986 و1987، ويشتمل على ما يقرب من أربعمائة دفتر ملاحظات. وقد خضعت المخطوطة لعمليات تنقيح وتحديث لاحقة من علماء آخرين، بدءًا من ابن الحسن العباسي. وقد اتبع خان المنهج التربوي الذي اتبعه أستاذه حسين أحمد مدني في تدريس وشرح صحيح البخاري. نُشر الكتاب في البداية في باكستان قبل أن يصل إلى الجمهور في الهند. وقد أقر تقي العثماني بأهميته باعتباره أهم شرح على صحيح البخاري باللغة الأردية.

## الخلفية
وتتلخص جهود العلماء فيما يلي: أدى بحث ابن الحسن العباسي إلى تأليف ستة مجلدات تحتوي على أبواب من صحيح البخاري ، المجلد الثاني. وتشمل هذه مجموعة من المواضيع، بما في ذلك كتاب المغازي، كتاب التفسير، كتاب فضائل القرآن، كتاب النكاح، كتاب الطلاق، كتاب النفقات، كتاب العتيمة، كتاب العقيقة، كتاب الضبائع والسعيد، كتاب الاستاذان، كتاب الرقاق، كتاب الدعات، وكتاب الطب، وكتاب اللباس، وكتاب الآداب. وقد أثمر بحث نور البشر خمسة مجلدات تتضمن أبوابًا من صحيح البخاري المجلد الأول. وتتناول هذه المجلدات موضوعات مثل كتاب بدعة الوحي، وكتاب الإيمان (المجلدان 1 و2)، وكتاب العلم (المجلدان 3 و4)، وكتاب الوضوء ، المجلد 1. ساهم عزيز الرحمن عظيمي في الفصول الثلاثة والعشرين الأولى من كتاب فضائل الصحابة. أنجز محمد مزمل صلاة العمل في كتاب البيوع، فيتناول كتاب السلام، وكتاب الشفاء، وكتاب الإجارة، وكتاب الحوالة، وكتاب الكفالة، وكتاب الوكالة، وكتاب الحارث، وكتاب المزرعة . أكمل الحبيب حسين مجلدًا واحدًا من كتاب الجهاد، وأحرز تقدمًا جُزئيًّا في أحاديث الأنبياء. أنهى حبيب الله زكريا ثلاثة مجلدات، منها كتاب الجهاد (المجلد الأول والثاني) وكتاب خلق الخلق. ركز أمان الله على كتاب السيم، بينما ركز محمد رشيد ديسكوفي جهوده على كتاب الصلاح، المجلد الأول.

## الترجمة
صدرت الترجمة البنغالية الأولى للكتاب في عام 2018، والتي قام بها مجموعة من المترجمين. نشر مدني قطبخانة الترجمة في 30 مجلدًا، وقد حررها جميعًا محمد عميمول إحسان.

## الإرث
في عام 2021، دافع ضياء الله عن أطروحته للدكتوراه في جامعة عبد الولي خان مردان، في باكستان. ركزت الرسالة، التي تحمل عنوان "دراسة مقارنة بين كتابي "هداية القاري" لمفتي فريد و"كشف الباري" لمولانا سليم الله خان"، على اللغة الأردية.

## طالع أيضًا
- دراسات الحديث الديوبندي

## روابط خارجية
- كشف الباري أما في صحيح البخاري في أرشيف الإنترنت